# Johannes Naschberger
Johannes Naschberger (25 gennaio 2000) è un calciatore austriaco, centrocampista del WSG Tirol.

## Caratteristiche tecniche
È un centrocampista difensivo.

## Carriera
Cresciuto nel settore giovanile del Wörgl, debutta in prima squadra il 15 aprile 2017 in occasione dell'incontro di Regionalliga perso 4-0 contro l'Hohenems; nel 2020 si trasferisce al WSG Tirol militante nella prima divisione del paese.

## Statistiche
Statistiche aggiornate al 9 maggio 2021.

### Presenze e reti nei club
| Stagione        | Squadra         | Campionato      | Campionato | Campionato | Coppe nazionali | Coppe nazionali | Coppe nazionali | Coppe continentali | Coppe continentali | Coppe continentali | Altre coppe | Altre coppe | Altre coppe | Totale | Totale | Totale |
| Stagione        | Squadra         | Comp            | Pres       | Reti       | Comp            | Pres            | Reti            | Comp               | Pres               | Reti               | Comp        | Pres        | Reti        | Pres   | Reti   |        |
| --------------- | --------------- | --------------- | ---------- | ---------- | --------------- | --------------- | --------------- | ------------------ | ------------------ | ------------------ | ----------- | ----------- | ----------- | ------ | ------ | ------ |
| 2016-2017       | Wörgl           | RL              | 2          | 0          | CA              | 0               | 0               |                    | -                  | -                  |             | -           | -           | 2      | 0      |        |
| 2017-2018       | Wörgl           | RL              | 5          | 0          | CA              | 0               | 0               |                    | -                  | -                  |             | -           | -           | 5      | 0      |        |
| 2018-2019       | Wörgl           | RL              | 30         | 6          | CA              | 0               | 0               |                    | -                  | -                  |             | -           | -           | 30     | 6      |        |
| 2019-2020       | Wörgl           | RL              | 18         | 4          | CA              | 0               | 0               |                    | -                  | -                  |             | -           | -           | 18     | 4      |        |
| 2020-2021       | WSG Tirol       | BL              | 25         | 0          | CA              | 2               | 0               |                    | -                  | -                  |             | -           | -           | 27     | 0      |        |
| Totale carriera | Totale carriera | Totale carriera | 80         | 10         |                 | 2               | 0               |                    | 0                  | 0                  |             | -           | -           | 82     | 10     |        |